# Зубово (Тюковское сельское поселение)
Зубово — деревня в Клепиковском районе Рязанской области. Входит в состав Болоньского сельского поселения.

## География
Находится в северной части Рязанской области на расстоянии приблизительно 10 км на северо-запад по прямой от районного центра города Спас-Клепики.

## История
В 1859 году здесь (тогда деревня Егорьевского уезда Рязанской губернии) было учтено 14 двора, в 1897 — 56. 

## Население
Численность населения: 119 человек (1859 год), 186 (1897), 9 в 2002 году (русские 89%), 3 в 2010.